# Башинський Віктор Антонович
Башинський Віктор Антонович (нар. 15 травня 1936 — 30 листопада 2008) — український письменник, поет-пісняр, прозаїк, заслужений журналіст України.

## Біографія
Башинський Віктор Антонович народився 15 травня 1936 р. в селі Рудня Грабівська Коростишівського району Житомирської області. Там у червні сорок третього фашисти спалили його батька і діда. Дивом уціліла його мати. Вона і малий Віктор після багатьох поневірянь знайшли прихисток в сусідньому селі Смолівці. Через десятки літ він напише про це автобіографічний нарис-есе «Жорна», в якому розкаже про нелегке повоєнне життя.
Закінчивши сільську семирічну школу, Віктор Башинський здобув робітничу професію в Новочеркаській школі фабрично-заводського навчання. Отримав робітничу професію і працював на будівництві житла в м. Гудермесі на будівництві залізничного моста у м. Мінеральні Води. Потім служив в Радянській армії стрільцем-радистом реактивного бомбардувальника. Під час служби в армії він надрукував свої перші кореспонденції в газеті «Московский воин». У 1957 році в одній із армійських газет було опубліковано і першого вірша.
У 1962 році закінчив філологічний факультет Житомирського педагогічного інституту імені Івана Франка.
50 років свого життя Віктор Башинський присвятив журналістиці, 45 із них — радіомовленню. Спочатку Віктор Антонович працював на Житомирському обласному радіо, потім 30 років був власним кореспондентом Національної радіокомпанії України у Житомирській області. За цей час в ефірі прозвучали тисячі його репортажів, нарисів, кореспонденцій, інтерв'ю, інформаційних повідомлень про найактуальніші та найпомітніші події в нашому краї. Перед його мікрофоном говорили президенти, прем'єр-міністри, директори великих і малих підприємств, робітники і селяни, науковці та митці. Його голос і щире виважене слово чули радіослухачі в усіх куточках нашої держави.

## Літературна творчість
Яскравий радіожурналіст намагався закарбувати час і в своїх художніх творах. Побачили світ п'ять його книг: «Все починається з любові» (2003), «Самоцвіти» (2003), «Ідемо в храм чарівний» (2004), «Воскресіння любові» (2005), «На березі межичасся» (2008). Понад шістдесят віршів нашого земляка покладено на музику. Ряд кращих пісень включено до фондів Національного радіо України. Відомий Віктор Башинський і як цікавий публіцист. Ще у студентську пору почав друкуватися в газетах «Радянська Житомирщина» (зараз «Житомирщина», «Молодь України». В редакції газети «Радянська Житомирщина» Віктор Башинський знайшов багато щирих наставників і друзів, серед яких були письменники Микола Курильчук, Михайло Клименко, Валентин Грабовський, відомі журналісти Костянтин Кізуб, Адам Янушевський, Станіслав Ткач.

## Нагороди та відзнаки
За вагомі досягнення у праці та високий професіоналізм Віктор Башинський нагороджений орденом «За заслуги» III ступеня, Грамотою Верховної Ради України, Почесною грамотою Кабінету Міністрів України, відзнакою Національної радіокомпанії України «Золотий мікрофон». Лауреат Міжнародного Академічного рейтингу популярності та якості «Золота фортуна». Член Національної спілки журналістів України. Заслужений журналіст України
Помер Віктор Антонович Башинський 30 листопада 2008 року в м. Житомирі.